# 白花洋紫荆
白花洋紫荆（学名：Bauhinia acuminata var. candida）为豆科羊蹄甲属下的一个变种。

## 扩展阅读
- 維基物種上的相關：白花洋紫荆